# Операция «Ламантин»
Операция «Ламантин» (фр. Opération Lamantin) — военная операция, осуществлённая Францией с целью поддержать дружественный режим Мавритании в борьбе против повстанцев Полисарио.

## Предыстория
Мавритания, бывшая французская колония, вторглась в прилегающие к ней южные части Западной Сахары в 1975 году, Марокко оккупировало северную часть; оба государства совместно воевали против движения сопротивления Полисарио. Вопреки ожиданиям, армия Мавритании не смогла дать достойный отпор повстанцам Полисарио, особенно после того, как повстанцы получили доступ к современным вооружениям благодаря поддержке Алжира и Ливии. Франция вместе с бывшей колониальной державой Испанией поддерживала оккупацию Западной Сахары и режим Моктара ульд Дадда, который был установлен в конце колониальной эры в 1960 году. Мавритания и Марокко получили новые образцы военной техники и щедрую экономическую помощь от этих двух европейских держав, что дало им возможность сохранить свою власть на занятой территории. Французские советники и военные специалисты были отправлены в Мавританию для оказания помощи в обучении мавританской армии.

## Ход операции
В декабре 1977 года президент Жискар д’Эстен отдал приказ, согласно которому ВВС Франции были размещены в Мавритании и начали бомбардировку повстанцев Полисарио напалмом. 2 французских гражданина были убиты и 6 взяты в плен в ходе рейда Полисарио на город Зуэрат и шахты по добыче железа (самый ценный для Мавритании экономический ресурс). Самолеты французских ВВС выполняли также и разведывательные полеты; в некоторых случаях они подвергались огню из крупнокалиберных пулемётов и зенитных орудий. Несколько СЕПЕКАТ Ягуаров были сбиты бойцами Полисарио.
Режим ульд Дадда по-прежнему оказался не в состоянии дать отпор партизанам — его катастрофически непродуманные методы ведения войны стали главной причиной поражения Мавритании.

## Итог войны
В 1979 году было подписано мирное соглашение с повстанцами Полисарио. В 1984 году Мавритания официально признала Сахарскую Арабскую Демократическую Республику.